# La Tebaida
La Tebaida là một khu tự quản thuộc tỉnh Quindío, Colombia. Thủ phủ của khu tự quản La Tebaida đóng tại La Tebaida Khu tự quản La Tebaida có diện tích 89 ki lô mét vuông. Đến thời điểm ngày 28 tháng 5 năm 2005, khu tự quản La Tebaida có dân số 21879 người.